# Webcomics Nation
Webcomics Nation est un site internet de publication de bande dessinée en ligne, créé par Joey Manley (en) et actif de 2005 à 2013. Le but du site était de créer un espace de publication pour les webcomics similaire à Blogger pour les blogs ou Flickr pour les photographies, Contrairement aux autres sites de Joey Manley, Webcomics Nations était une entité propre et pas une branche de Modern Tales.
Les auteurs Shaenon Garrity, Eric Millikin et Batton Lash ont publié sur le site.
Webcomics Nation a fermé en avril 2013 et son fondateur et propriétaire Joey Manley (en) est mort en novembre,.

## Histoire

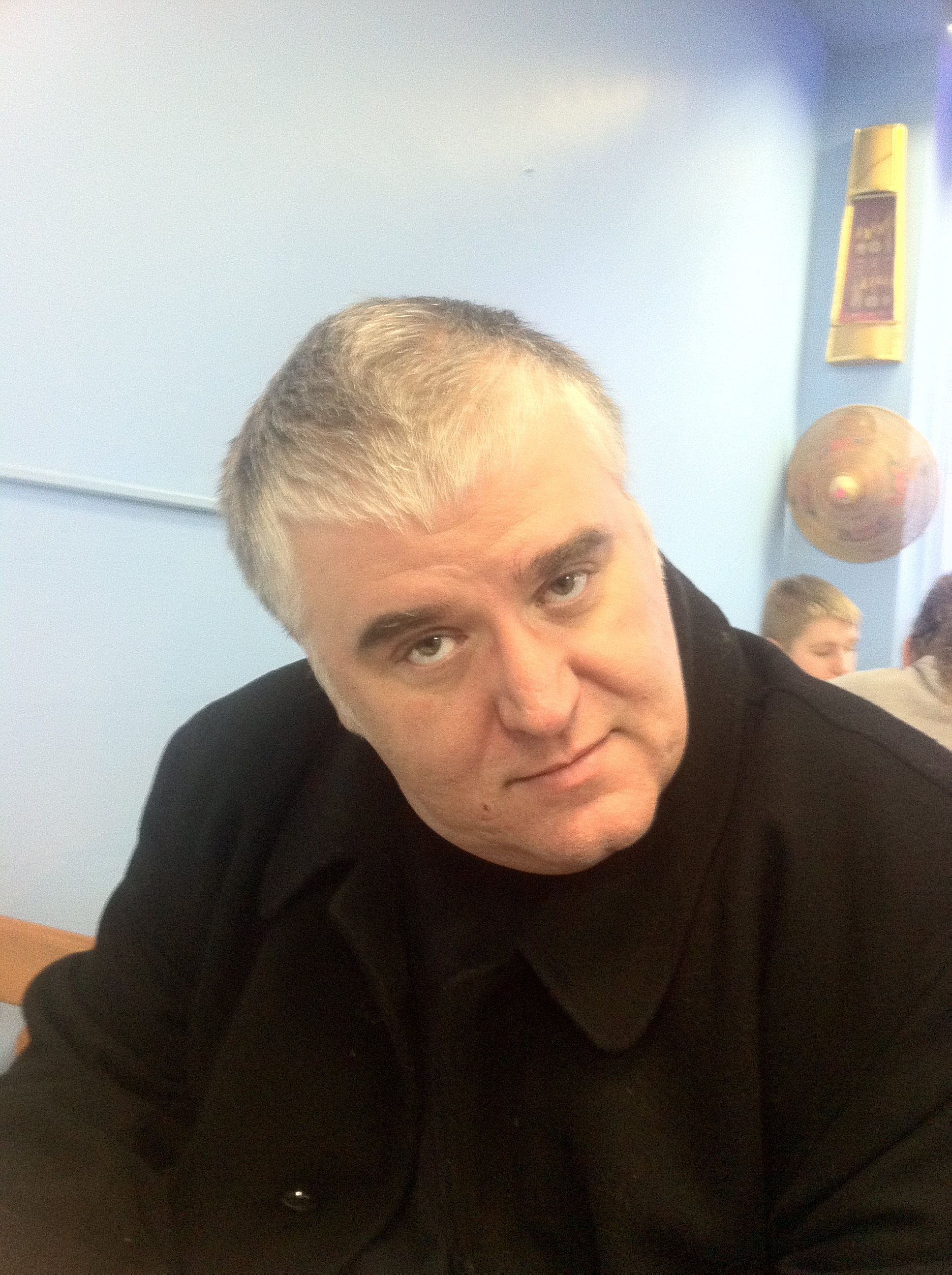
Joey Manley en 2011.